# Elementary OS
elementary OS е дистрибуция на операционната система GNU/Linux, базирана на Ubuntu. Използва работен плот Pantheon и е силно интегрирана със специално разработени за нея приложения като Plank (таскбар), Midori (уеб браузър) (той е и подразбиращият се уеб браузър) и Scratch (прост текстов редактор). Тази дистрибуция използва Gala като прозоречен мениджър, който е базиран на Mutter.

## Софтуерни компоненти
Pantheon е форкнал някои от GNOME приложенията, други са написани от нулата. Списък:
- Pantheon Greeter: Сесиен мениджър, базиран на LightDM
- Wingpanel: Горен панел, подобен по функционалност на този в GNOME
- Slingshot: За зареждане на приложения
- Plank: Док
- Switchboard: Контролен панел
- Midori: Уеб браузър
- Geary: Имейл клиент
- Calendar (a.k.a. Maya): Календар
- Music (a.k.a. Noise): Аудио плеър
- Scratch: Прост текстов редактор
- Pantheon Terminal: Терминал
- Pantheon Files: Файлов мениджър

## Инсталация
elementary OS се разпространява безплатно (с опция за дарение за екипа разработчици) с жив диск, който позволява операционната система да бъде изпробвана, без нуждата да се инсталира. Инсталаторът е Ubiquity, подразбиращият се инсталатор на Убунту и повечето от неговите деривати.

## Версии
Първата стабилна версия на elementary OS е Jupiter, пусната през март 2011 и базирана на Убунту 10.10. От октомври 2012 тя вече не се поддържа и следователно не може да бъде изтеглена от официалния уеб сайт на elementary OS (с изключение на архивните ресурси).